# Platycoelia meridensis
Platycoelia meridensis är en skalbaggsart som beskrevs av Smith 2003. Platycoelia meridensis ingår i släktet Platycoelia och familjen Rutelidae. Inga underarter finns listade i Catalogue of Life.